# Pagell de taca roja
El pagell de taca roja (Pagellus bellottii) és un peix teleosti de la família dels espàrids i de l'ordre dels perciformes.

## Morfologia
Pot arribar als 42 cm de llargària total.

## Distribució geogràfica
Es troba a les costes de l'Atlàntic oriental (des de l'Estret de Gibraltar fins a Angola, incloent-hi les Illes Canàries) i del sud-oest de la mar Mediterrània.